# Marianna Moro Lin
Marianna Torta Moro Lin (Alba, 1840 – Venezia, 1879) è stata un'attrice teatrale italiana.
Moglie dell'attore Angelo Moro Lin, fu prima attrice nella compagnia di Giovanni Toselli e in seguito divenne versatile interprete di Riccardo Selvatico.